# Disgaea 6: Defiance of Destiny
Disgaea 6: Defiance of Destiny is een tactisch rollenspel ontwikkeld door de Japanse spelontwikkelaar Nippon Ichi Software. Het computerspel verscheen in Japan op 28 januari 2021 voor de PlayStation 4 en Nintendo Switch. Op 29 juni 2021 kwam het wereldwijd uit. Het is het zevende deel van de Disgaea-reeks.

## Ontvangst
Disgaea 6 werd positief ontvangen in recensies. Men prees de gameplay, humor en de 3D-modellen. Kritiek was er op het verhaal en de technische problemen.
Op verzamelwebsite Metacritic heeft het spel een score van 74%.